# Aiba苫小牧
Aiba苫小牧（あいばとまこまい）は、北海道苫小牧市にあるホッカイドウ競馬の場外勝馬投票券発売所である。
本項目では2013年より開設している「J-PLACE苫小牧（ジェイプレイスとまこまい）」についても記述する。

## 施設概要
中央競馬・地方競馬を通じ、苫小牧市では唯一の場外発売所である。Aibaとしては静内に続いて2ヶ所目の開設となった。
開設当初はホッカイドウ競馬のほかばんえい競馬も運営主体となっており、ホッカイドウ競馬による運営日は「Aiba苫小牧」、ばんえい競馬による運営日は「ハロンズ苫小牧」と呼称していた。2012年3月26日の営業をもってばんえい競馬が運営から撤退したため、以降は開催日を問わずホッカイドウ競馬が運営主体となっている（ばんえい競馬の場外発売もホッカイドウ競馬として実施）。
2013年3月23日より日本中央競馬会（JRA）からの委託を受け、JRAの全レース場外発売を開始した。JRA発売時は「J-PLACE苫小牧」と呼称する。
2014年3月24日に、旧施設から移転しMEGAドン・キホーテ苫小牧店内で営業を開始した。

### 旧施設

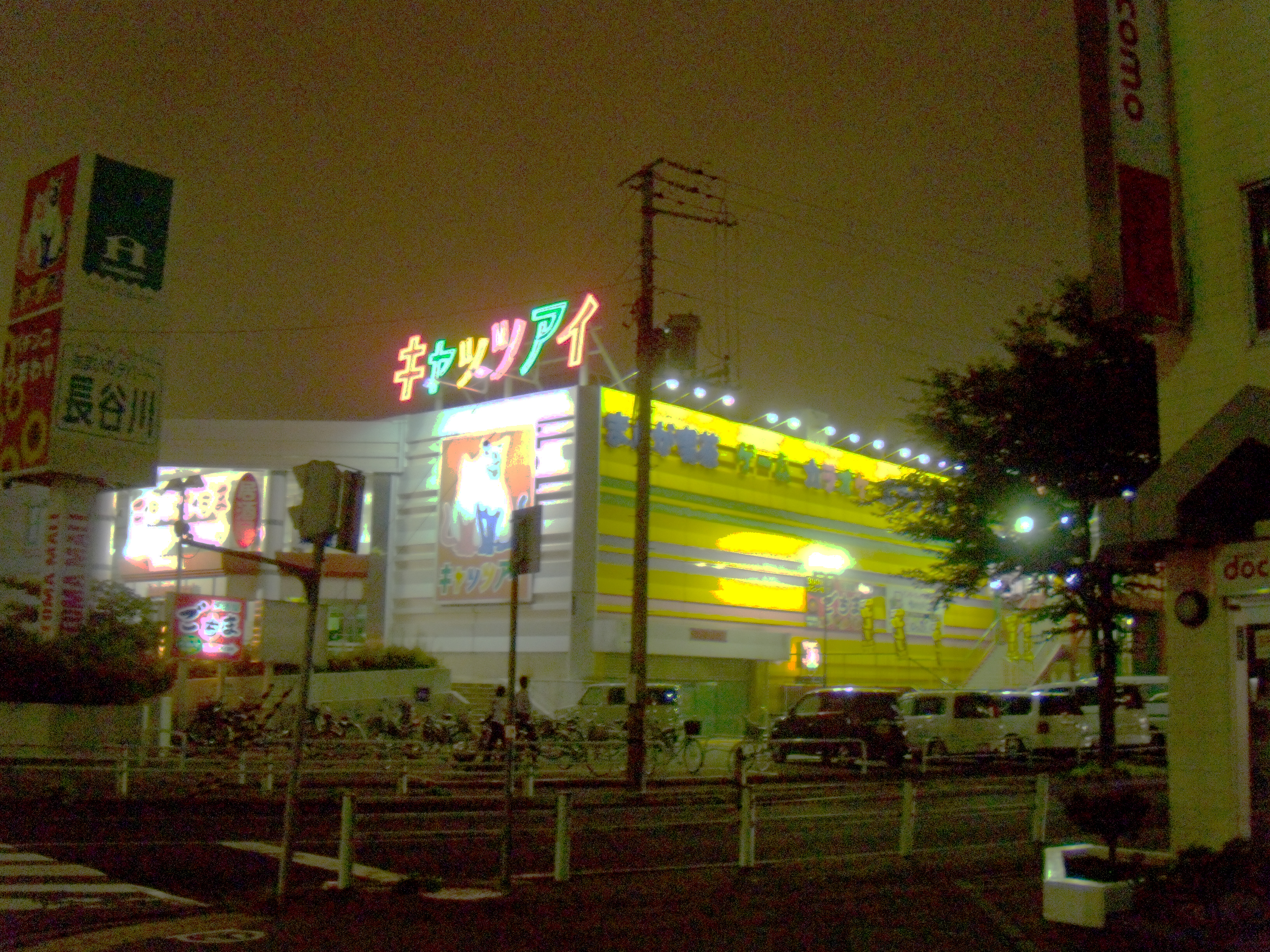
旧Aiba苫小牧が入居していたトマモール（2009年8月）

2014年3月24日の移転開業前は、近隣にある商業・娯楽施設「トマモール」の地下に設置されていた（営業は3月14日まで。3月15日 - 3月23日は休業）。場内は完全分煙で、アクリル窓で仕切られた喫煙室が設けられていた。施設内には売店が設置されているが、トイレが設置されておらず、1階の家具店入口近くにある男女別の共同トイレへ案内された。地上への出入口のほか、地下駐車場と直結した出入口もあった。

## アクセス
- 北海道旅客鉄道（JR北海道）苫小牧駅北口直結

## 発売されている勝馬投票券の種類
ばんえい競馬や他地区の広域場外発売時は、各主催者が発売している賭式に準じてすべての賭式を発売する。
中央競馬は当日開催している競馬場の全競走を発売。また、GI競走に限り前日発売も実施。
全レース100円単位。
○…発売　△…一部主催者のみ　×…発売なし（2015年4月18日現在）
| 主催者 ＼ 賭式   | 単勝 | 複勝 | 枠番連複 | 枠番連単 | 馬番連複 | 馬番連単 | ワイド | 3連複 | 3連単 |
| ---------------- | ---- | ---- | -------- | -------- | -------- | -------- | ------ | ----- | ----- |
| ホッカイドウ競馬 | ○    | ○    | ○        | ×        | ○        | ○        | ○      | ○     | ○     |
| 他地区地方競馬   | ○    | ○    | ○        | △        | ○        | ○        | ○      | ○     | ○     |
| 中央競馬（JRA）  | ○    | ○    | ○        | ×        | ○        | ○        | ○      | ○     | ○     |